# Civilization IV: Colonization
Sid Meier's Civilization IV: Colonization (abreviado Civilization IV: Colonization) es una entrega especial de la serie de videojuegos de estrategia por turnos Civilization, desarrollada por Firaxis Games y distribuida por 2K Games y Valve. El juego salió para Windows el 26 de septiembre de 2008 en Europa. La versión para Mac OS X se publicó el 12 de enero de 2011 en la App Store de Apple. 
Civilization IV: Colonization está inspirado en la obra diseñada por Sid Meier en 1994, Colonization. El videojuego utiliza el motor gráfico y ciertos conceptos de la cuarta entrega de la serie, Civilization IV. Además, una característica especial de esta entrega es que no necesita Civilization IV para su instalación, al contrario que ocurre con las otras expansiones Warlords y Beyond the Sword.

## Sistema de juego
Se trata de un videojuego de construcción de imperios. Al igual que en Colonization, los jugadores toman el control de los colonos de una de las cuatro naciones europeas que aparecen. Estas intentarán conquistar el Nuevo Mundo en el período de tiempo comprendido entre 1492 y 1792. El único objetivo del jugador es construir y hacer crecer una colonia y un ejército, para posteriormente declarar la independencia de la misma y derrotar a las fuerzas militares que envíe la metrópoli para aplastar la rebelión. 
Con el fin de construir y ampliar sus ciudades de forma viable, los jugadores pueden negociar con diversos grupos: los nativos de América, el rey y la metrópoli de origen del jugador, y otras colonias de otros países del Viejo Mundo. Los jugadores pueden también reclutar a padres fundadores para unirse a la colonia, los cuales proporcionan diversas ventajas. El jugador influirá en la dirección de su colonia a través de sus decisiones en la diplomacia, la economía, el comercio y la administración de las ciudades. 
Además del tutorial de iniciación y las campañas para un solo jugador, con los demás contrincantes controlados por la inteligencia artificial, el juego también posee un componente multijugador, pudiendo crear partidas de hasta cuatro jugadores a través de una red de área local, en línea o mediante el modo Hotseat (todos los jugadores actuando desde un mismo ordenador). Los escenarios pueden ser creados aleatoriamente mediante un script generador, como en muchos videojuegos de Civilization; también se puede elegir uno de los escenarios incluidos dentro del videojuego, ambientados en localizaciones reales, u otros escenarios modificados por aficionados. Las casillas de terreno son cuadradas, y cada cuadrante de terreno posee hasta ocho casillas adyacentes.

### Gestión de la colonia
Según la nación escogida, se tendrán distintos tipos de unidades al principio de la partida, pero básicamente serán un colono libre y una unidad militar o un pionero, embarcados en un barco también propiedad del jugador. La primera tarea a realizar es la fundación del primer asentamiento. La elección de su lugar es vital para el posterior progreso de toda la colonia, pues es importante que se encuentre en una zona fértil y rica en recursos, y no demasiado cerca de los nativos, puesto que se enfadarán si ven vulnerados sus derechos. Se pueden obtener nuevos colonos a medida que las ciudades crecen, o bien de forma periódica cuando la emigración europea genere un colono en la metrópoli listo para ser tomado por el jugador.
El jugador puede encargar distintos proyectos para su expansión, como la construcción de edificios, que potencian la producción y características de la ciudad, y permiten asignarles un cierto número de trabajadores para aumentar el ratio de generación de ciertos parámetros y recursos. También es posible mejorar la productividad de la tierra circundante mediante un pionero, unidad similar a los trabajadores de Civilization, mediante la construcción de granjas, minas, pabellones y carreteras, y la tala de bosques y selvas.
Una vez establecido un asentamiento, irá creciendo su población en función de diversos factores; esto hará que se vayan añadiendo «ciudadanos» al mismo. Los ciudadanos podrán trabajar en las casillas de terreno o en los edificios para producir distintos recursos. Existen ciudadanos, denominados «Maestros», que realizan su trabajo de forma más eficiente que un ciudadano normal. Estos ciudadanos se pueden obtener de varias formas: traídos de la metrópoli, mediante expediciones hacia las tribus nativas, o mediante su educación en escuelas construidas por el jugador.

### Recursos
Desde las casillas de terreno normales se producen tres tipos de recursos básicos: alimentos para el aumento y mantenimiento de la población, martillos de producción para la construcción de edificios, y monedas de oro para los intercambios comerciales. El videojuego posee un característico sistema de administración de los bienes utilizables ya presente en Colonization. Al extraer las materias primas presentes en su territorio, el jugador posee varias opciones para su uso: venderlas o intercambiarlas con otros pueblos, o bien transformarlas con los medios necesarios en productos manufacturados, los cuales poseen un mayor valor de mercado. Estos productos también pueden ser comerciados, o utilizados para el desarrollo de infraestructuras, unidades o de nuevas transformaciones.
Esta mecánica otorga un mayor nivel de profundidad a esta faceta de la gestión. Por ejemplo, los minerales, considerados materia prima, se pueden transformar en «herramientas», un tipo de producto básico, el cual permite la construcción de ciertos edificios y la conversión de ciudadanos en pioneros. A su vez, con la ayuda de una armería, es posible transformar este producto en armas, usadas para la conversión de ciudadanos en soldados. Además, si a estos últimos se le asignan armas y caballos, se transforman en dragones, un potente tipo de caballería. 
Existen otros tipos de parámetros a tener en cuenta. El más importante para la consecución de la victoria el sentimiento de independencia, que podrá aumentar mediante la producción de «campanas de la libertad». Para permitir la declaración formal de independencia, el sentimiento medio de todos los asentamientos debe ser superior al 50%. El sentimiento de independencia total advierte a la metrópoli europea, con lo que según va subiendo, el rey añade más unidades a su fuerza real. Por otra parte, el número de «cruces» eclesiásticas creadas cada turno por las ciudades aumenta el nivel de inmigración desde Europa, reflejado en un contador. Cuando el contador llega al tope, un nuevo colono inmigrante estará listo en los muelles europeos para ir al Nuevo Mundo. Las cruces también influyen en la velocidad de la conversión de nativos realizada en los pueblos amerindios en los que se ha establecido previamente una misión religiosa.

### Relaciones exteriores y victoria
Tarde o temprano, los nativos acudirán a establecer contacto con el jugador, así como las otras colonias europeas. Los nativos, generalmente, son amigables, y poseen derecho de paso en todo el terreno, ya que era suyo antes de la llegada del hombre europeo. Los nativos podrán comerciar y aportar habilidades a los trabajadores de cada colonia. Pueden ser atacados por otros nativos o por potencias europeas, sin embargo, sus asentamientos no pueden ser ocupados, sino que son destruidos, otorgando tesoros, nativos conversos y otras ganancias. Los asentamientos amerindios pueden desaparecer también por propia voluntad cuando son «asimilados» por una colonia europea, esto es, cuando la mayoría de su población, aproximadamente más del 80%, se sienta perteneciente a tu nación. Llegado este momento su imperio ofrecerá dicha unión al jugador; de aceptarlo se obtendrán nativos conversos instantáneamente pero se perderá la oportunidad de comerciar y tratar con el ya desaparecido enclave.
En un principio, ninguna de las otras naciones europeas tiene derecho de paso sobre el terreno de las demás. Al igual que con los nativos, se puede comerciar con los asentamientos europeos, negociar tratados diplomáticos e incluso declararles la guerra. Si se conquistan todos los asentamientos y se destruyen las unidades de una potencia europea, quedará eliminada de la partida.
Cuando se posee el porcentaje necesario de sentimiento patriótico, se dará la opción de declarar la independencia. El tamaño del ejército de la colonia será importante en ese momento, pues al emanciparse, las fuerzas reales de la metrópoli se desplazarán hacia el continente para aplacar la rebelión con un número de soldados y dragones determinado por la percepción del deseo de independencia que haya tenido el rey europeo antes de la misma. Para ganar la partida, se deberá acabar con dicha fuerza. La partida, en su totalidad, no puede superar los 300 turnos. En el caso de que los supere, se considerará una derrota.

### Civilizaciones
Civilization IV: Colonization incluye cuatro civilizaciones desde las que comenzar la exploración del continente, todas ellas de gran importancia en el proceso real de colonización de América: España, Inglaterra, Francia y Holanda. La selección de la nacionalidad formulada afectará al desarrollo de la futura colonia permanentemente, al aportar una característica única de cada imperio. Por ejemplo, los ingleses reciben una bonificación de inmigración, mientras que los holandeses disfrutan de mayores beneficios al comerciar. Los franceses tienen un bono a la diplomacia que hará más favorables las relaciones con las tribus nativas, mientras que los españoles tendrán bonificaciones en el combate contra los nativos. Estos imperios harán de metrópoli una vez fundadas sus respectivas colonias, el jugador deberá rendirles un cierto tributo monetario mientras se encuentre bajo su influjo, tanto mayor cuanto más beneficio se obtenga en la colonia; a cambio, con una adecuada gestión de la colonia, el jugador podrá atraer flujos de inmigración desde allí. 
Una novedad introducida para esta reedición es que para cada uno de los imperios se puede seleccionar entre dos líderes distintos, todos ellos generales o importantes dirigentes de la época: Simón Bolívar y José de San Martín para España, Samuel de Champlain y el Conde de Frontenac para Francia, Peter Stuyvesant y Adriaen van der Donck para Holanda, y George Washington y John Adams para Inglaterra. Cada uno de los líderes otorga una bonificación adicional única de cada uno de ellos. Por ejemplo, el líder español Simón Bolívar posee la característica nacional de Conquistador, la cual aporta el bono en el combate contra nativos remarcado anteriormente; no obstante, también incorpora la característica de Decidido, la cual da mayores facilidades defensivas.
También están incluidos varias civilizaciones indígenas del continente americano, como el azteca o el inca, las cuales aparecen con un cierto grado de desarrollo al inicio de la partida. No obstante, no son jugables en el videojuego original (solo pueden ser controlados por la inteligencia artificial), y no poseen ningún objetivo concreto para poder optar a victoria, más allá de interactuar con las colonias y controlar su propio territorio.

### Cambios respecto aColonization
Además de un motor gráfico actualizado y más posibilidades multijugador, Civilization IV: Colonization incluye nuevos elementos en la mecánica de juego tomados de la serie Civilization, como por ejemplo la elección de un líder para la colonia o las fronteras nacionales. La dificultad del juego ha sido notablemente aumentada respecto a su predecesor. Incluso en los niveles de dificultad más bajos, la fuerza real aumenta exponencialmente, el rey pide mayor cantidad de oro en cuanto aumentan los ingresos en las arcas coloniales, e incluso, en una guerra contra los nativos, su número de guerreros resulta incontestable.
A diferencia del juego original, varias naciones no pueden reclutar a los mismos padres fundadores. Además, algunos padres fundadores sólo se unirán a las naciones si se cumplen ciertos criterios. Declarar la independencia traerá un nuevo giro a la situación. Después de hacerlo, los jugadores deberán redactar un proyecto de constitución que determine el estilo de gobierno de su nación independiente. Por ejemplo, si un jugador opta por un sistema monárquico aún podrá seguir comerciando con Europa durante la guerra de independencia.
Uno de los mayores cambios ocurre precisamente en el momento de acumular campanas de libertad. En el mismo instante en el que se empiecen a acumular, la fuerza real aumentará. El sentimiento global de independencia, aparte de al sentimiento de independencia de cada asentamiento, está ligado a la diferencia de fuerzas entre uno y otro bando. Si la fuerza real es claramente superior a la fuerza colonial, el sentimiento de independencia no alcanzará el 50% necesario para declarar la independencia, aun teniendo un sentimiento máximo en cada asentamiento.

## Desarrollo
En junio de 2008, la distribuidora del videojuego, 2K Games, anunció el lanzamiento de una reedición del videojuego de 1994 de Sid Meier, Colonization, con una actualización de los elementos técnicos y los sistemas de juego, tras las numerosas solicitudes por parte de aficionados al videojuego. Según anunciaba el propio Sid Meier, aquel era el momento perfecto para realizarla, pues se partía de la base técnica trabajada para Civilization IV. En julio del mismo año, el videojuego fue presentado durante la conferencia E3 2008. Se mencionaron detalles como la presencia de modos multijugador y nuevas opciones para la diplomacia entre naciones. En agosto de 2008, durante la Games Convention, fue mostrada una demostración jugable de Civilization IV: Colonization, en la que se exponían distintos aspectos de la mecánica e interfaces del juego.

### Motor gráfico
El juego se ejecuta con una versión actualizada del motor de Civilization IV, Gamebryo, con cambios como mejoras en el renderizado de algunos elementos gráficos, simplificación del código y una adaptación de la interfaz a la mecánica de Colonization. Pese a estos cambios, se conservan muchos elementos gráficos del conjunto original, como los relacionados con las civilizaciones y las unidades. Debido a estas mejoras, Civilization IV: Colonization requiere tarjetas de vídeo con soporte para Pixel Shader 1.1.

## Controversias
La serie Colonization en general ha sido criticada desde algunos sectores debido a su ambientación, al tratar la conquista de un nuevo continente y la imposición de la cultura europea sobre las civilizaciones nativas que este hecho conlleva. Ben Fritz, periodista y analista de videojuegos, argumentaba en su blog en Variety que un videojuego de estas características podía ser «moralmente perturbador», ya que a su juicio se celebran las injusticias cometidas contra la población y asentamientos indígenas durante el periodo colonial.
En cuanto a aspectos del sistema del juego, Civilization IV: Colonization también ha sido criticado en varios puntos, como por ejemplo, que sólo incluya una condición para la victoria: declarar y ganar una guerra de independencia, al igual que en Colonization. Además, el videojuego no incluye a ciertas civilizaciones también importantes durante el período colonial en América, como Portugal, fundador del estado de Brasil, o alguna civilización escandinava.